# Raúl Flores Torres
Raúl Flores Torres es un pelotari mexicano. En el Campeonato del Mundo de Pelota Vasca de 1982 obtuvo la medalla de plata en la especialidad de Paleta goma con su hermano José Luis Flores Torres. Para el Campeonato del Mundo de Pelota Vasca de 1990 obtuvo la medalla de oro en la especialidad de Paleta goma, nuevamente con su hermano José Luis Flores Torres.